# Opius minicornis
Opius minicornis är en stekelart som beskrevs av Fischer 1973. Opius minicornis ingår i släktet Opius och familjen bracksteklar. Inga underarter finns listade i Catalogue of Life.